# شجرة الأمنية

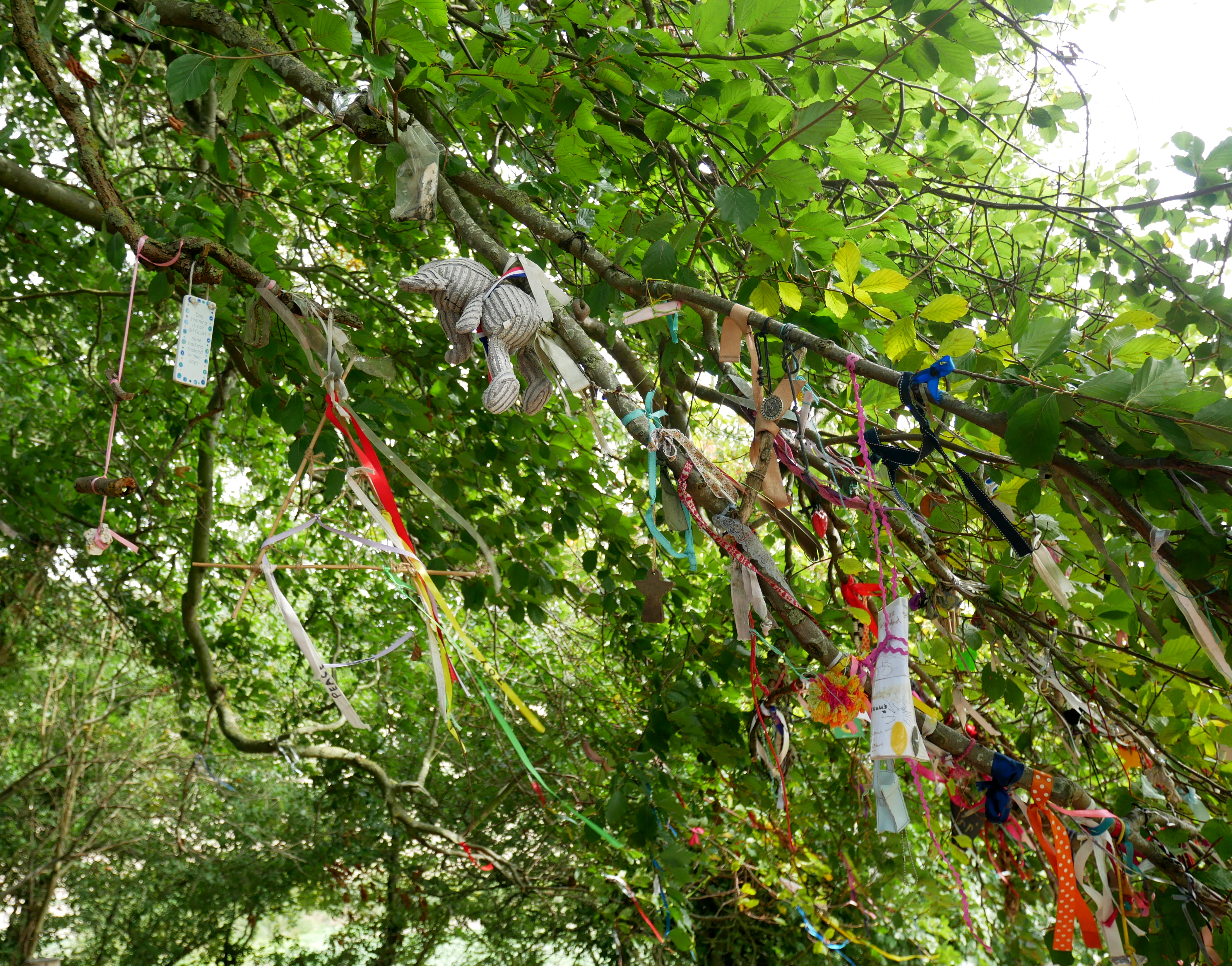
التقدمات وأشرطة الأمنيات على شجرة في كولدروم لونج بارو، إنجلترا

شجرة الأمنية أو شجرة طلب الرغبات أو الأمنيات (بالإنجليزية: A wish tree)‏، شجرة الأمنيات هي شجرة تتميز عادةً بالنوع أو الموقع أو المظهر تُقصد لطلب الرغبات أو الأمنيات أو لتقديم النذور والقرابين عندها. وتُعرف ومن ثم تُميز على أنَّها ذات قيمة دينية أو روحية خاصة. ويقدم الطالبون تقدمات نذرية لطلب ما يتمنون أو يرغبون من روح الطبيعة أو قديس أو إلهة، وذلك بحسب التقاليد المحلية.
تقدمة العملة الرمزية هي تقليد يتضمن دق العملات المعدنية في أشجار في اسكتلندا وإنجلترا وويلز. هذا التقليد، الذي يعود لعدة عقود، أصبح صعبًا تنظيمه أو منعه في الوقت الحالي. وهُناك تقليد يُعرف باسم "أشجار القماش" حيث يُربط شرائط صغيرة من القماش أو خرزات صلاة على بعض الأشجار كجزء من طقوس للشفاء أو تمني الصحة والعافية. هذه الأشجار غالبًا ما توجد بجوار الآبار المقدسة والمواقع المقدسة، وهي منتشرة في اسكتلندا وأيرلندا وكورنوال.

## العادات والتقاليد

### أشجار العملة الرمزية

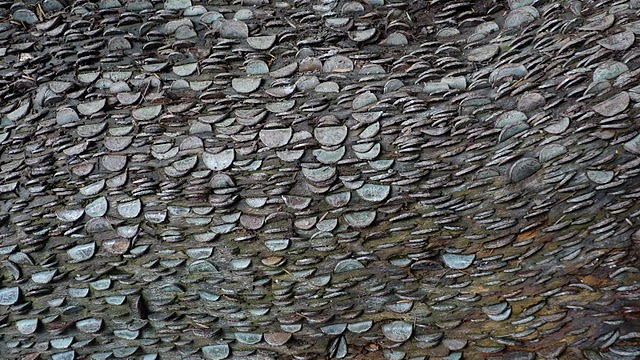
شجرة العملات المعدنية في دير بولتون

أحد أشكال التقدمات النذرية هو تقدمة العملة الرمزية. حيث توجد أشجار العملات المعدنية في أجزاء من اسكتلندا، وشمال إنجلترا، وويلز. وقد لاحظت عالمة الفولكلور سيري هولبروك ممارسات شجرة العملات المعدنية التي تُجرى في آيرا فورس، كمبريا، مشيرة إلى أن سلسلة متتالية من اثنتي عشرة عائلة على الأقل مرت بالموقع وقررت دق العملات المعدنية فيها باستخدام قطعة من الحجر الجيري ملقاة حولها؛ وعلقت قائلة إن هذه العادة تبدو أنها تقدم "القليل من التنوع: فهي تقليدية وذات صيغة شفهية ومتجانسة ذات تركيب مُتشابه". وفي عام 2019، قال الصندوق الوطني لاسكتلندا: "لسنوات عديدة، قام الناس بدق العملات المعدنية في جذوع الأشجار كنوع من التقدمات النذرية لتحقيق أمنية ما. وفي ممتلكات الغابات لدينا، كان بإمكاننا تحمل ذلك طالما كان على نطاق محدود ولا يبتغي التخريب، ولكن يبدو الآن أن هذه العادة أصبحت شيئًا "عصريًا" بحيث لا يمكن منعه أو الحد من تداوله بين الناس."
يمكن العثور على بقايا إحدى هذه الأشجار بالقرب من منزل أردماد في أرغيل، اسكتلندا، وهي نبات الزعرور، وهو نوع مرتبط تقليديًا بالخصوبة. الجذع والفروع مغطاة بمئات العملات المعدنية التي تم دقها عبر اللحاء إلى الخشب. التقليد المحلي هو أنه سيتم تحقيق الرغبة لكل قطعة من العملات المعدنية.
في جزيرة ماري في بحيرة لوخ ماري، جيرلوخ، في المرتفعات توجد شجرة أمنيات من خشب البلوط اشتهرت بزيارة الملكة فيكتوريا لها عام 1877 المذكورة في مذكراتها المنشورة. الشجرة وغيرها من الأشجار المحيطة بها مزينة بعملات معدنية مطروقة. وهي تقع بالقرب من بئر الشفاء للقديسة مالروبها، حيث كانت تقدم لها القرابين المنذورة، بما في ذلك ذبائح الثيران، والتي استمرت حتى القرن الثامن عشر، حسب السجلات.
بالقرب من مونتراث، مقاطعة لاويس، توجد شجرة أمنيات قديمة عديمة الشكل في هيئة شجرة جميز تسمى بئر سانت فينتان. تم ملء البئر الأصلي، لكن الماء عاد للظهور في وسط الشجرة. وقد تم ضرب مئات من البنسات الأيرلندية في اللحاء كتقدمات لحسن الحظ. وتوجد شجرة عملات معدنية بالقرب من ستبس تار في إكسمور.

### أشجار شرائط القماش

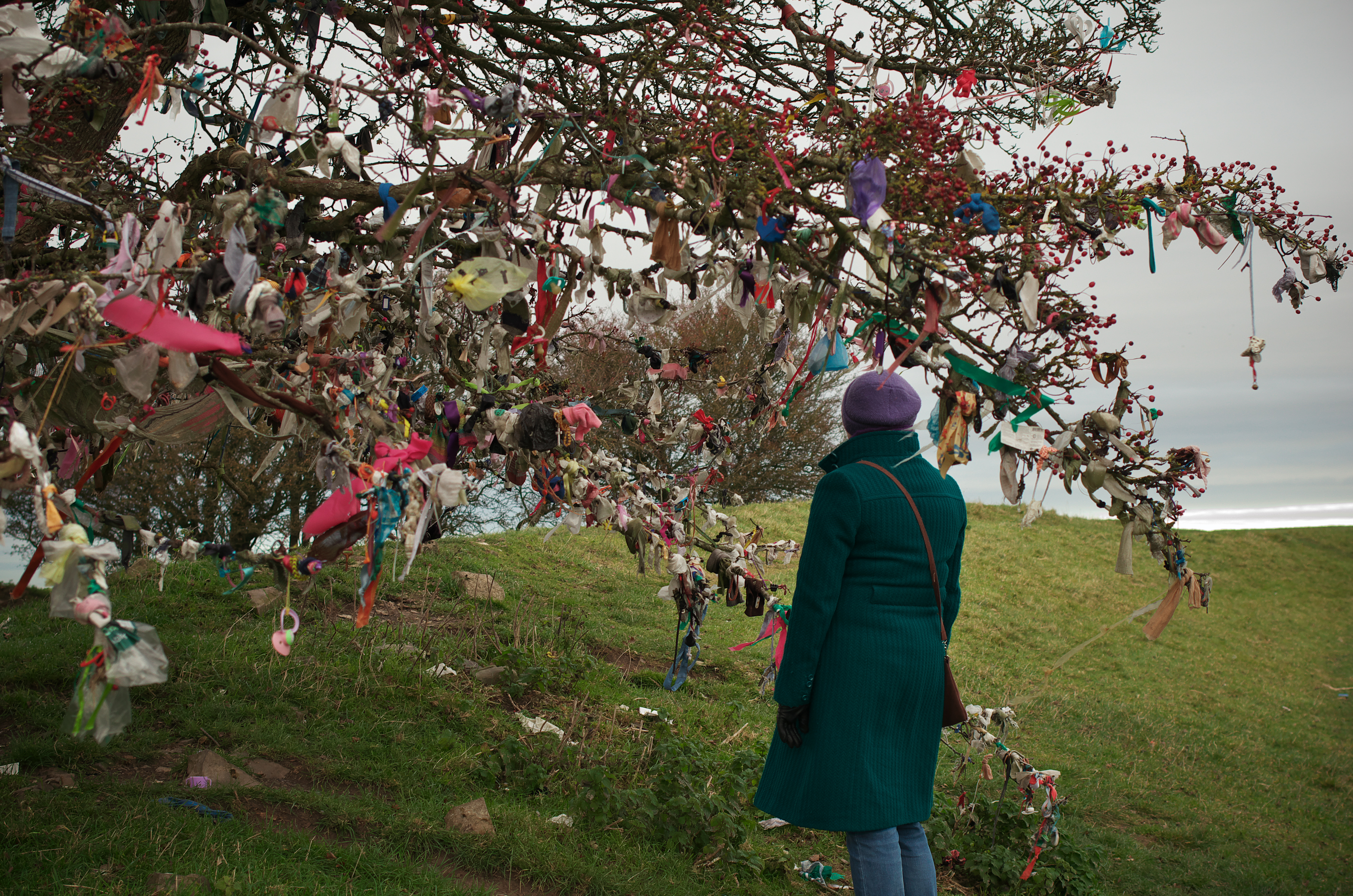
شجرة كلوتي في تل تارا، أيرلندا

تُربط قطع صغيرة من القماش أو الشرائط أو سبحات الصلاة ببعض الأشجار كطقوس شفاء أو لتمني صحة جيدة. يجب أن تكون هذه المواد من المواد التي لا يمكن أن تَخْلَقُ بسرعة. وتُعرف هذه الأشجار باسم "أشجار كلوتي" وعادةً ما توجد بجانب الآبار المقدسة (وتسمى أيضًا آبار كلوتي) أو في المواقع المقدسة. وهي أكثر شيوعًا في اسكتلندا وأيرلندا وكورنوال.

### شجرة تفاح واسيل
يعتبر تفاح واسيل شكلاً تقليديًا من أشكال الواسيل الذي يُمارس في غرب البلاد بإنجلترا. يزور المتسابقون المغنون بساتين عصير التفاح، حيث يتلون تعويذة، ويتركون الخبز المحمص المنقوع في أغصان الأشجار، ويسكبون عصير التفاح على الجذور. والغرض من الحفل هو مباركة أشجار التفاح والتأكد من الحصول على محصول جيد وحظ سعيد للمحصول.

### أشجار الأحذية
وفي تقليد ثقافي ذي صلة موجود في العديد من المواقع، بما في ذلك الولايات المتحدة، يقوم المتوسلون برمي الأحذية على الأشجار التي تم تصنيفها محليًا على أنها ينابيع للحظ السعيد.

### تقدمات أخرى
تقع أشجار الأمنيات لام تسوين في هونغ كونغ بالقرب من معبد تين هاو في لام تسوين. يتردد السياح والسكان المحليون على شجرتين من أشجار البانيان خلال السنة القمرية الجديدة. في السابق، قاموا بحرق أعواد الجوس، وكتبوا أمنياتهم على ورق الجوس المربوط ببرتقالة، ثم ألقوا بها لتعليقها على هذه الأشجار، معتقدين أنه إذا تم تعليق الورقة بنجاح على أحد أغصان الشجرة، فإن أمنياتهم ستتحقق.
تمت زيارة بئر القديسة تانيو المقدس - أو سانت إينوك - في غلاسكو، اسكتلندا، كثيرًا للعلاج، وكانت الشجرة القديمة بجانبها مغطاة بقطع صغيرة من الحديد والقصدير تم تثبيتها عليها من قبل الحجاج. وكانت القرابين على شكل عيون وأقدام وأيدي وآذان وما إلى ذلك اعتمادًا على العلاج المأمول. وكانت القديسة هذه والدة القديس مونجو. وفي حديقة غلاسكو المخفية في بولوكشيلدز، وفي دير كاجيو سامي لينغ في اسكتلندا، تمت زراعة الأشجار التي يمكن للناس أن يربطوا عليها ملصقات بيضاء، يكتبون عليها رغباتهم. وتم إنشاء عدد من أشجار الأمنيات لتحقيق أمنية للبيئة، كما هو الحال في بحيرة لوخ لوموند ومركز حديقة تروساتشس الوطنية في بالوتش في اسكتلندا. ويعبر الناس عن رغبتهم في مساعدة البيئة ويتعهدون بها ويربطون علامة الرغبات بالشجرة.
غالبًا ما يُستشهد بشجرة عيد الميلاد على أنها رمز وثني مرتبط بعبادة الشجرة، ويرتبط بوضوح بالحظ السعيد الذي يتم تحقيقه من خلال القرابين (الزخرفة) وتبجيل الأشجار الخاصة.

## التقاليد الثقافية الأخرى
في الأساطير الهندوسية، تُسمى شجرة البانيان أيضًا كالبافريكشا، وتعني "الشجرة التي تحقق الأمنيات"، لأنها تمثل الحياة الأبدية بسبب فروعها التي تبدو وكأنها تتوسع باستمرار. تُسمى شجرة جوز الهند أيضًا كالبافريكشا لأن كل جزء من الشجرة مفيد، من أطراف السعف إلى الجذور.
"شجرة رمادية، شجرة رمادية، صلي واشتري هذه الثآليل الخاصة بي"، هذا نص مُقفى كان على المرء أن يُنشده أثناء غرس دبوس أولاً في ثآليله ثم في الشجرة. وصُنعت شجرة الأمنيات أو شجرة التقبيل في عيد الميلاد قبل أن يدخل الأمير ألبرت أشجار الصنوبر في عام 1840. وتم تعليق غصن دائم الخضرة مع التفاح واللحوم الحلوة والشموع وتزيينه بشرائط تمثل الرغبات.
في قمة فيرين بريس في نيلستون، رينفروشاير، اسكتلندا، كان هناك زعرور قديم، معروف محليًا باسم "شجرة التقبيل". تقول القصة أنه إذا استطاع شاب أن يدق مسمارًا بالكامل في شجرة الشوك بضربة واحدة، فسيحق له الحصول على "قبلة مُلتهبة" على الفور من حبيبته. واعتبر النجاح في المهمة دليلاً على ملاءمته كخاطب جيد للسيدة الشابة. سقطت الشجرة الأصلية في حوالي عام 1860، ولكن في عام 1910، قيل أن هناك شجرة بديلة. إن دق مسمار في الشجرة قد يربط العرف بتقليد غرس العملات المعدنية في الأشجار كما هو مذكور أعلاه.
في أجزاء من يوركشاير، يُطلق على شجرة تحتوي على فرعين ينشقان ليشكلان مظلة على نقطة التفرع اسم "شجرة الأماني" من قبل الأطفال. يتسلق الأطفال هذا الفرع المشترك ويقومون بالتمني أثناء وجودهم هناك. وقد واجه تشارلز داروين شجرة في الأرجنتين تسمى الغناء (Walleechu)، والتي كان يعتبرها السكان المحليون إلهًا. وكانت الشجرة مزينة بالقرابين مثل السيجار والطعام والماء والقماش وما إلى ذلك، وكانت شرائط لامعة من الخيوط الملونة معلقة على أغصانها.
في الفولكلور التايلاندي، هناك أرواح أو جنيات معينة تتعلق بالأشجار المعروفة بشكل عام باسم نانغ ماي (างไม้؛ "سيدة الشجرة")، وأكثرها شهرة نانغ تا-خيان. تقول الأساطير في التقليد الشفهي التايلاندي أن الروح تسكن شجرة تا-خيان وتظهر أحيانًا كامرأة شابة جميلة ترتدي الزي التايلاندي التقليدي، عادةً بألوان حمراء أو بنية، على النقيض من نانغ تاني الذي يطارد نوعًا من أشجار الموز ويتم تمثيله في الغالب بالثوب الأخضر. الأشجار أو جذوع الأشجار أو الحزم أو عارضات القوارب الخشبية التي يُعتقد أن الروح تسكن فيها هي أشياء للحج ولها أطوال من الحرير الملون مربوطة كقربان. في الوقت الحاضر، عادة ما يتم استرضاء نانغ تا خيان لكي يكون محظوظًا في اليانصيب.
تاناباتا هو مهرجان ياباني يتم فيه كتابة الأمنيات على شرائح من الورق ثم يتم ربطها بعد ذلك ببرعم من الخيزران.

## في الفن

### يوكو أونو
منذ التسعينيات، لعبت شجرة الأمنيات دورًا مهمًا في العديد من معارض يوكو أونو. أصبحت شجرة أمنيات أونو، التي تم تركيبها في حديقة النحت بمتحف الفن الحديث، نيويورك في يوليو 2010، ذات شعبية كبيرة، مع مساهمات من جميع أنحاء العالم. وهناك شجرة أمنيات في واشنطن العاصمة في متحف هيرشهورن وحديقة النحت تم تركيبه قبل ثلاث سنوات.

### مندالي مندريلا
صممت مصممة الأزياء مندالي مندريلا مجموعة أزياء تأثرت بشجرة الأماني تم تسميتها "فستان شجرة الأماني"، وتم عرضها على منصة عرض أسبوع الموضة الكرواتي في يونيو 2015. كما قامت بتصميم نُصُبٍ فني تفاعلي يُعرف باسم "مندالا الأماني (شجرة الأماني اللوتس الزرقاء)"، وتم صنعه من حرير ونسيج صديق للبيئة، وعرض في متحف الفن في الصين في نوفمبر 2015. وقد دعي الزوار لوضع أمنية على كساء تمثال فني، والذي سيُنقل إلى الهند وتقديمه كقربان لشجرة حقيقية تُعرف بشجرة الأماني الحية.